# Karlslunds Idrottsförening Herrfotbollklubb
Il Karlslunds Idrottsförening Herrfotbollklubb, meglio noto come Karlslunds IF HFK o Karlslunds IF, è una società calcistica svedese con sede nella città di Örebro. Disputa le proprie partite casalinghe alla Karlslund Arena.

## Storia
Il club è stato fondato il 27 aprile 1920, giorno della creazione della sezione calcistica. Il proprietario terriero Theodor Dieden ha messo a disposizione un proprio terreno su cui è stato il campo da gioco denominato Karlslunds IP. Nello stesso anno è stata creata anche la sezione atletica leggera, e nel corso degli anni a seguire si sono state aggiunte altre discipline.
Nel 1942 la squadra calcistica ha cambiato campo da gioco e si è trasferita all'Örnsro IP.
Nel corso della sua storia il club ha militato perlopiù nelle serie minori, ma tra il 1981 e il 1983 e nel 1985 ha giocato quattro stagioni nel campionato di Division 2, che all'epoca rappresentava la seconda divisione più alta in Svezia.
Le attività della società si sono spostate alla Karlslund Arena a partire dal 2008, anno in cui l'impianto in questione è stato completato presso l'area di Rosta Gärde.

## Palmarès

### Competizioni nazionali
- Division 2: 1

2008